# Jewheniwka (obwód mikołajowski)
Jewheniwka (ukr. Євгенівка) – wieś na Ukrainie, w obwodzie mikołajowskim, w rejonie basztańskim. W 2001 liczyła 1176 mieszkańców, spośród których 1156 posługiwało się językiem ukraińskim, 11 rosyjskim, 1 białoruskim, a 8 innym.